# Chazelles-sur-Lavieu
Chazelles-sur-Lavieu este o comună în departamentul Loire din sud-estul Franței. În 2009 avea o populație de 247 de locuitori.

## Evoluția populației
| An        | 1975 | 1982 | 1990 | 1999 | 2006 | 2009 |
| --------- | ---- | ---- | ---- | ---- | ---- | ---- |
| Populație | 221  | 174  | 156  | 177  | 228  | 247  |